# 餓鬼

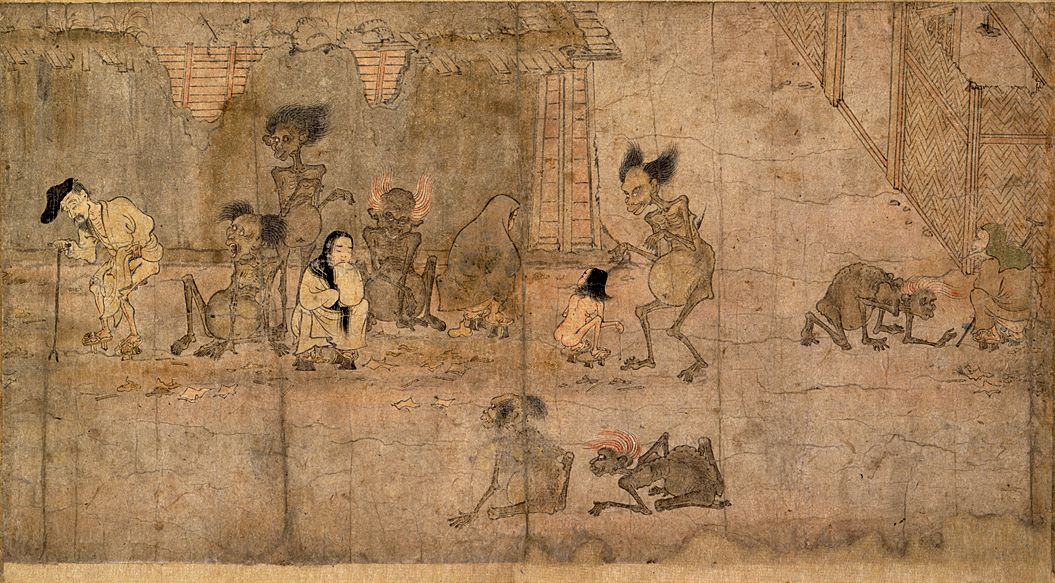
餓鬼草紙

餓鬼（Preta），又稱祖父鬼（梵语：Pitṛ，英語：Pitrs），义爲父辈、父系，和英文father同詞源）或鬼，音譯薜茘多、閉戾多、卑帝黎等，本自於印度固有的死後信仰，而又為佛教所加以條理簡別，成為類似於魑魅魍魎的鬼神精怪，常為天人（Deva，提婆）所驅使。根據印度傳說，世界最初的鬼王，名閉多，是父或祖父（老祖宗），所以閉戾多是父或祖父所有的意思。後來的鬼王，名為閻魔羅王（Yamaraja，或譯琰魔、閻魔、閻羅，簡稱閻王）。
鬼──薜茘多分二類：一、住在閻魔羅王世界並由其治理的；二、散在人間的，多數待在樹林中，所以稱樹林為「鬼村」。後者生活在人類周圍，但大部分人無法見到。絕大多數的鬼生活飢饉貧乏，無人（或無法接受）施食，貪婪多欲，永遠無法滿足，所以籠統稱之為餓鬼。此般餓鬼所居的世界稱為饿鬼道（或稱之為鬼神道、鬼道），是六道轮回中的惡趣，代表著三不善根中的貪欲。
雖然往往翻譯為「餓鬼」，但其實鬼道眾生不一定飢餓，其中也有富裕奢華甚至有大神通者，其福報與法力甚至超過天人，如鳩槃荼（厭魅鬼）、夜叉（勇健鬼）、羅剎（速疾鬼），被佛教認為是具有大能力的鬼王。
佛教傳入漢土以前，漢文「饿鬼」只是指因饿而死的鬼魅，而不具有佛教那種生前造不善業而成為餓鬼的倫理性質。出土《日書》中載有若鬼拿着「匴」（竹器）进入屋内，说「给我食物」，那么就是遇上「饿鬼」。以及五代十国时期徐铉作品《稽神录》里，亦记载因饥饿而死亡的「饿死鬼」的故事。
又明清時期的鬼魂觀念，可見袁枚《續子不語》。在〈鍋上有守飯童子〉記載扶鸞生問得一鬼，死於江中急流險灘。由於未作大惡，故不被拘留在冥府，但因枉死也不令托生，就在人間遊蕩。鬼說人死之後變成了鬼，了無樂趣，為寒冷所苦，要吸人之生氣（陽氣），但又不能近於人，畏罡氣所以怕大風，又受飢餓所苦，要以飯氣解飢。

## 概述
關於鬼（薜茘多），佛教經論大致依照所得飲食的豐厚程度而分類。如《順正理論》說鬼（薜茘多）可分成三大類：無財、少財、與多財。
無財：炬口鬼、針口鬼、臭口鬼。
| 名稱   | 介绍 |
| ------ | --- |
| 炬口鬼 | 如果生前极其吝啬小气，就会转生为此鬼。口里一直喷着火，因此不论什么食物送到嘴边就会化为灰烬。「炬」字本身指照亮黑暗的火把。:72身形如被火烧的棕榈树。:98                |
| 針口鬼 | 如果生前以才雇人令其杀戮，还是贪慕嫉妒，不行布施、衣食、无畏，就会转生至此。其口嗓细如针孔，无法下咽食物，所以只能天天忍耐饥饿。:114形象肚大如山，且咽喉细如针孔。:98 |
| 臭口鬼 | 该鬼口中会不断滋生恶臭，且其臭味连他自己都受不了。不管吃什么食物，都会迅速腐烂变臭。:110                                                                              |

少財：針毛鬼、臭毛鬼、癭鬼。
| 名稱   | 介绍 |
| ------ | --- |
| 針毛鬼 | 该鬼体毛坚硬锋利如锯，让其他人无法靠近。且其毛会穿刺其身体。 |
| 臭毛鬼 | 该鬼全身长满有恶臭的体毛，且其臭味连他自己也忍受不了。因为他自己都受不了其臭味，所以只能不算撕扯体毛即便会因此浑身受伤，但伤口痊愈后毛还是会重新长。:112                                 |
| 癭鬼   | 如果生前作恶多，还有吸毒。就会化为此鬼，该鬼在死后会继续吸毒，因此吸到喉咙生出大癭。癭处又酸又痛，忍不住就只能自己挤破大癭，只能靠挤破大癭流的脓液充饥。之后大癭会重新再咽喉上长出。:196 |

多財：希祠鬼、希棄鬼、大勢鬼。
| 名稱   | 介绍 |
| ------ | --- |
| 希祠鬼 | 如果前世为人吝啬，为囤聚财富还不惜为非作歹，就会转生此鬼。只能以人类祭祀物（食物、冥镪纸钱等）为食，有飞天神通。 |
| 希棄鬼 | 只能靠人类遗泄物、呕吐物为食。如果生前宿生坚吝，就会转生此鬼。该鬼饮食之处都会有秽物，或者见到净物也会变脏。:99  |
| 大勢鬼 | 数量众多，喜欢享乐，没钱财的地方不会去。喜欢住在树林、寺庙、山谷和无人宫殿。:14                                  |

《大智度論》卷30分為二種：弊鬼、餓鬼。弊鬼如天受樂，為餓鬼之主，餓鬼則不得飲食。又說有餓鬼口中出火，不得飲食（炬口鬼），又有種種餓鬼，以種種不淨之物、殘餘之物、祭祀之物為飲食。《順正理論》解釋大勢鬼為夜叉、羅剎、鳩槃荼等，所受富樂，與諸天人同，即是《大智度論》所說之弊鬼。《大智度論》卷27又分三種：餓鬼、食不淨鬼、神鬼。
《正法念處經·餓鬼品》列出了36種餓鬼：
| 名稱                         | 介绍 |
| ---------------------------- | --- |
| 鑊身鬼（迦婆離）             | 为赚钱杀害动物，且杀害还钢弹高兴无悔意者，会成为此鬼。体型为常人两倍，四肢细瘦，身体在火中烧烤并要尝受饥饿之苦。:174~175 |
| 針口鬼（蘇支目佉）           | 其腹部隆起，口器却细如针孔，难以饮食，且就算好不容易吃下，食物也会烧起来。身体除了被火焚烧，还要受蚊虫和热病所苦。因为贪婪吝啬。对有困难的人不愿做施舍，也不信仰佛法者，会转生此鬼。 :175                                                                |
| 食吐鬼（槃多婆叉）           | 其体型巨大，身高有半由旬，为了找食物会到处奔波，但就算找到食物，吃了也一定会吐。由生前只顾自己享乐美食，不分享给配偶、孩子者，就会堕入此饿鬼道。在《地狱草纸》有庙会狱卒鬼出现在进食食物的食吐鬼前，用杖一类物品刺饿鬼口部强迫其呕吐情形。:175           |
| 食糞鬼（毗師他）             | 只能靠吃粪尿和蛆虫为生的饿鬼，且就算吃也会感受饥饿。且就算身为饿鬼的罪业结束而转生，也不一定转生为人，或者就算转生为人，也只能转生成污秽的人。由前世因贪欲而吝于布施，火会给僧人不洁食物者，会堕入转生成此饿鬼。:175                                     |
| 無食鬼（阿婆叉）             | 无法吃任何食物，也无法喝水。肚子里的饥饿会如火焰燃烧，给身体比火烧更大的痛苦。会为了能饮食四处奔跑，但就算接近有水的地方，水也会枯竭。或是水边会有鬼卒看守，鬼卒会用杖击打无食鬼的头，让其受苦。由仗权势，让善良的人入狱而不知悔改的人转生而成。:175-176 |
| 食氣鬼（揵陀）               | 只能靠吸食气体为生，除此不能吃任何食物。所以信佛的人会在水边或林中，设置祭坛，用祭品的香气供奉。不给妻子食物，只顾自己想要美食，就会转生至此。:176 |
| 食法鬼（達摩婆叉）           | 有巨大且黑色的身体，指甲尖长，栖息早人难以到达的险地。为了找食物会四处奔走，栖息处还有许多蚊虫蛰其身体，会为了用听导师说法代替参与出现在导师旁。为了名声或赚钱等不良念头，作令人为恶的人，会转生此饿鬼。:176                                             |
| 食水鬼（婆利藍）             | 无法饮水，要一直为饥渴所苦，为了找水要四处游荡。有一滴水出现也会急着奔上前去喝，如果其生前有为父母奉水，也只能和到小部分。如果自己想去河边喝水，也会有鬼来拿杖击打干扰。由将酒加水稀释卖，或酒里泡蛾或蚯蚓等虫子骗人的，就会变此饿鬼。:176               |
| 悕望鬼（阿賒迦）             | 此鬼形象满脸皱纹皮肤黝黑，且四肢无力披头散发。会在饥渴中懊悔前世，同时喊“不布施就没好报”并疾驰。因贪欲和嫉妒心妒忌好人，和会诈骗走他人获得的物品的人，会转生此饿鬼。会在世人祭祀自己去世的父母时，为了吃贡品而出现。:176                                 |
| 食唾鬼（㖉吒）               | 对出家者和僧侣施不净食物者，会转生为此饿鬼。只能靠寻找人吐的唾液为生。:176 |
| 食鬘鬼（摩羅婆叉）           | 由盗取佛或族长「华鬘」（一种花的首饰）给自己打扮的人变的饿鬼，此饿鬼只能找华鬘吃来为生。:176 |
| 食血鬼（囉訖吒）             | 由生前偏食血肉，虐杀生物，且不和妻子分享的人转世成。只能靠生物流出的血，且只能靠吃这个为生。:176 |
| 食肉鬼（瞢娑婆叉）           | 前世在卖肉的时候蒙混重量的人，就会转世成此饿鬼。只能吃肉为生，会在十字路口等地出现。:176 |
| 食香煙鬼（蘇揵陀）           | 前世贩卖恶质香的人，会转生为此饿鬼。只能靠吃神庙等地方供奉的香为生。:177 |
| 疾行鬼（阿毗遮羅）           | 由耽于娱乐的僧人，和抢夺原本是给病人的饮食的人，转世而成。会一直在墓场来回。掘墓并吃掉尸体。且因为喜欢尸体，有疫病发生，就会赶快跑去有大量死者的场所，千百由旬也能一瞬间飞越到。:177                                                                     |
| 伺便鬼（蚩陀邏）             | 由生前欺瞒人们掠夺钱财，用暴力袭击城镇且罗多的人，会转生成此饿鬼。会寻找人大便的地方，先取得其粪便，再侵入人体内，以吸食该人活力为生。该饿鬼全身毛孔都着火，身体要不断受火烧的痛苦。:177                                                                 |
| 地下鬼（波多羅）             | 如果生前作恶来得他人财产，和将他人绑关入牢狱受苦者，会转生成此饿鬼。栖息在黑暗和危险的地下，会被刀一样的寒风吹到身体被割裂，并会被众鬼击打身体。该饿鬼会各自被分散孤立，只能孤独的为寻找食物而疾走。:177                                                 |
| 神通鬼（矣利提）             | 如果生前靠欺瞒他人来获得财产，和会与恶友分享的人，会转生为此种饿鬼。本身有神通力，需要一直注视围绕在身边的其他饿鬼的表情。:177 |
| 熾燃鬼（闍婆隸）             | 如果生前破坏城镇，杀害人民并抢夺财产，还以此讨好有权者来获得势力的人，会转世至此。全身都会冒出熊熊燃烧的火焰，会因此发出痛苦的叫声，然后在山林和村子里之间奔跑。:177                                                                                     |
| 伺嬰兒便鬼（蚩陀羅）         | 该饿鬼会寻找世间的产妇，有人产子就会飞奔而至，抓住机会就会杀掉幼儿。由自己的婴儿因被恶人杀害，抱着复仇心。和杀害他人之子的人变成，也是夜叉的一种。:177                                                                                                   |
| 欲色鬼（迦摩）               | 身体能变成各种形态，会出现在穿着华美的男女狂欢与淫乐的场所。:177-178 |
| 海渚鬼（三牟陀羅提波）       | 由欺骗在荒野旅行患病痛疲累的商人，以过少的价格来买人家东西，就会转生此饿鬼。栖息在海的中州地方，该地比人世间的夏季热一千倍。没有树木也没河与池子。只能靠喝少量的朝露为生，虽然叫海的中州，但该地的海却枯竭，树木上还燃烧熊熊火焰。:178                   |
| 執杖鬼（閻羅王使）           | 需要受阎王使唤而奔走的饿鬼，形象头发散乱，上唇和耳朵下垂，腹部突出，声音嘈杂。会手持尖锐刀杖，把犯下恶行的人类找到然后带去阎王殿。生前谄媚有权者，并以此靠得到的权利为恶的人，会转生此饿鬼。只能靠吃风来为生，和其他饿鬼一样要受饥渴之苦。:178           |
| 食小兒鬼（婆羅婆叉）         | 靠邪恶咒术诳骗病人者，在尝受完等活地狱的苦难后，就要转生为此饿鬼。该饿鬼会寻找产妇，发现刚出生的婴儿，就会抢夺来吃掉。:178 |
| 食人精氣鬼（烏殊婆叉）       | 由生前在战场，用必定会支持等话语骗友人，却坐视友人被杀者会转生此饿鬼。不但要为饥饿所苦，还要被刀雨袭击，只有当出现对佛、法、僧三宝不敬的人出现，才能吸食该人精气为生。:178                                                                               |
| 羅刹鬼（婆羅門）             | 该饿鬼生活在十字路口，会附身在来往的行人身上让其发狂然后杀掉该人。由生前在举行大型宴会的时候，将少量食物以高价来贩卖的人转生。:179 |
| 燒食鬼（君茶火爐）           | 以疏远好人朋友，和随意吃到僧侣食物的人，会转世为此饿鬼。该饿鬼只能将炉子里还在烧的剩饭和炉火一起吃下为生，要体会饥渴和剩饭火焰在胃中燃烧的苦。:179 |
| 不淨巷陌鬼（阿輸婆囉他）     | 给不懈修行的人不洁餐饮者，会转生为此饿鬼。栖息在蛆虫四溢，不洁之处。只能吃如呕吐物一类的秽物，且一个月只能吃一次，就算有机会吃，也会被看守粪便的群鬼用杖来殴打。:179                                                                                     |
| 食風鬼（婆移婆叉）           | 如果生前骗说会对僧侣或穷人布施，但当他们来却不给东西，任其受苦者，会转世为此饿鬼。该饿鬼只能开吃少了进入口中的风来为生。:179 |
| 食火炭鬼（鴦伽囉婆叉）       | 由前世殴打、捆绑众人，抢夺众人食物，让他人挨饿者，会转生为此饿鬼。会在墓地游荡，只能靠吃焚烧的尸体为食。且该饿鬼就算寿终转生为人，也只能出生在边境地带吃粗糙的餐饮。:179                                                                                 |
| 食毒鬼（毗沙婆叉）           | 如果下毒杀人并以此夺取他人财产的人，会转生为此饿鬼。该饿鬼栖息在毒药包围的地方，且栖息的地方冬天会下刀雨受冰浸，夏天会下火焰受毒侵。:179-180 |
| 曠野鬼（阿吒毗）             | 该饿鬼栖息在荒野，栖息的荒野有荆棘跑的时候脚会踩到。看到远方有水汽去了结果是荒地。以及就算有池子在，去喝水也会被鹰群袭击啄咬。如果把荒野旅行的人要喝水的池或狐破坏，还抢夺其财务，就会转生为此饿鬼。:180                                                 |
| 住塚間食熱灰土鬼（賒摩舍羅） | 如果盗窃供佛之花，再将其贱卖获利者，会转生至此。会一直在墓场徘徊，只能将尸体烧成灰或图吃下为生。一个月只能吃一次，还要背负沉重的颈枷，和被众鬼卒以刀或杖击打。:180                                                                                       |
| 樹中住鬼（毗利差）           | 如果生前滥伐别人辛苦栽种的树林，还以此牟利者，会转生至此。被塞进树木度日，要忍受酷暑和严寒，还要被蚁或虫啃咬。只有当有人讲食物扔在树下是，才能吃东西。:180                                                                                               |
| 四交道鬼（遮多波他）         | 如果生前抢夺绿人食物，让其在荒野受饿，就会转生至此。生活在十字路口，身体要被锯子横竖切割和压平拉伸。只有当有人在十字路口祭祀供奉贡品时，才能吃东西。:180                                                                                                 |
| 殺身鬼（魔羅迦耶）           | 由怂恿他人为恶，将邪法狡辩为正发，妨碍僧侣修行者，会转生此。要饮下热铁液，且在饿鬼道受罪完后，还要去地狱道受更大的苦。:180 |

根據《俱舍論》的說法，投生鬼道，唯有胎生及化生兩種。《順正理論》又說無威德諸鬼，只會出現在東勝神洲、南贍部洲、西牛賀洲，而有威德諸鬼（即大勢鬼），在天上也有。
印度民間廣受祭祀的地方神祇（如摩尼跋達羅等夜叉神、旃稚迦神、伊吒地婆神之類），佛教視為鬼趣中有威德的鬼王，也有視作天趣者。印度神話的阿修羅，在佛教中，也有視為是鬼趣所攝，或說是天趣，或別立阿修羅趣的不同說法。

### 八部鬼神
四天王所領之八類鬼神，亦稱八部眾。即：
1. 乾闥婆（梵 gandharva），譯為香陰，乃不食酒肉，唯以香資陰（陰即身之意），帝釋天樂神即是。
2. 毘舍闍（梵 piśāca），譯為噉精氣，乃食人及五穀之精氣。
3. 鳩槃荼（梵 kumbhānda），譯為甕形，以其陰似甕故，即厭魅鬼。
4. 薜荔多（梵 preta），譯為餓鬼，以其長劫不聞漿水之名，常為飢所逼。
5. 那伽（梵 nāga），龍有四種，即：(1)守天宮殿，持令不落，天龍者一。(2)興雲致雨，利益人間，天龍者二。(3)地龍，決江開瀆。(4)伏藏龍，守轉輪王大福人寶藏。
6. 富單那（梵 pūtana），譯為臭餓鬼或熱病鬼，乃主熱之病鬼。
7. 夜叉（梵 yakṣa），又稱藥叉，譯為勇健，有地行夜叉、虛空夜叉、天夜叉三種。
8. 羅剎（梵 rākṣasa），譯為速疾鬼，又稱可畏，以其暴惡可畏故名。

此八類鬼神當中，諸龍（那伽）是傍生趣，毘舍闍是鬼趣，或說是傍生，乾闥婆是鬼趣，或說是阿修羅趣，其餘鬼神屬於鬼趣。有說法認為，有些夜叉是天趣。

## 佛經故事

### 面燃鬼王傳說
釋迦佛的侍者阿難尊者在林間禪定時，忽見一位餓鬼鬼王，自稱「面燃」，說阿難三天之後將墮落餓鬼道。想避免就要布施餓鬼，供養三寶。阿難於是請佛陀指示，佛祖授以《陀羅尼施食法》，後阿難依法，設「面燃大士」的牌位，設齋供僧來祈福，因此獲得解脫。
「面燃」究竟為何邂逅阿難，佛教說法有數個：一是祂是觀音大士的化身，故稱「大士爺」。二是祂原為諸鬼的首領，因受觀音大士教化而皈依其門下，從此亦被稱作「大士爺」，成為護持盂蘭節普渡事項的護法神。

### 鬼子母神傳說
傳說釋迦牟尼佛住世时，饿鬼「鬼子母」神通很大，她为了养活許多子女，专杀害人间的婴孩為生。於是，釋迦佛施展法力，把她的鬼子女藏在佛的食缽中。鬼子母无法找到孩子，只好向佛求救。佛向她說教，要求她不要殺世間嬰孩為食，並且願意在自己的僧眾用餐之前，先布施食品給她們餓鬼。「鬼子母神」悔悟，從此護持佛門，成為佛教的重要護法神之一，還專門保護幼童。
由此典故可知，饿鬼道中的飢餓众生，不单自己难得饮食，而且每胎便有几百个小孩出生，令生活更见困苦。

## 佛教施食
佛教歷來有施食解救餓鬼的傳統，如放焰口、盂蘭盆供等。
一些佛教徒亦会在每次吃饭时留下一口食物，诵咒語及作手印加持，再把它佈施给饿鬼。

## 與「鬼」的不同
佛教的餓鬼和通常所說的「鬼」，在概念上有所差別。「鬼」通常是指「死後看不見的靈體」，即幽靈、鬼魂，以人死後喪失肉體，只剩下精神性的靈魂存在。佛教傳入後，東亞地區受其影響而有轉世投胎和閻王審判之說，但鬼仍然是指投胎前的狀態，如《續子不語·鍋上有守飯童子》中，扶鸞生問到了某個枉死之鬼，其死後受閻王審判，查無大惡，所以不拘禁在地府，但又不令托生，亦無人拘管，而成為在人間遊蕩的鬼。
佛教的餓鬼則是六道（或說五道）眾生之一，擁有物質性的身軀，是前世死後而投胎者。在佛教中，死後投生不會經過閻王審判，而是隨過去所造善惡業就受報投生，投生至地獄者才會接受閻王的教誡和治罪。古印度社會的通俗信仰才是以「閻王」（閻摩）作為所有人死後的審判者。在佛教中，和鬼較為接近的概念是中陰身，是有情眾生往生前的暫時狀態（不過，鬼和中陰仍有不同之處，而對於中陰的性質為何在佛教中也有多種說法，另外不是每個派別的佛教都主張死後有「中有」的過渡階段）。
「鬼」和佛教的「餓鬼」也有重疊或相涉之處，因為中元節普渡孤魂野鬼和盂蘭盆節施食餓鬼，往往被看成是同一件事。